# Lodewijk
Lodewijk ist ein männlicher Vorname und Familienname.

## Herkunft und Bedeutung
Der Name ist die niederländische Version des männlichen Vornamens Ludwig.

## Bekannte Namensträger

### Vorname
- Lodewijk van Mierop (1876–1930), niederländischer Pazifist und Anarchist
- Lodewijk Mortelmans (1868–1952), belgischer Musiker und Komponist
- Lodewijk Mulder (1822–1907), niederländischer Schriftsteller
- Lodewijk Prins (1913–1999), niederländischer Schachspieler
- Lodewijk Woltjer (1930–2019), niederländischer Astronom
- Lodewijk Asscher (* 1974), niederländischer Politiker

### Familienname
- Martin Lodewijk (* 1939), niederländischer Comiczeichner